# Банбишн

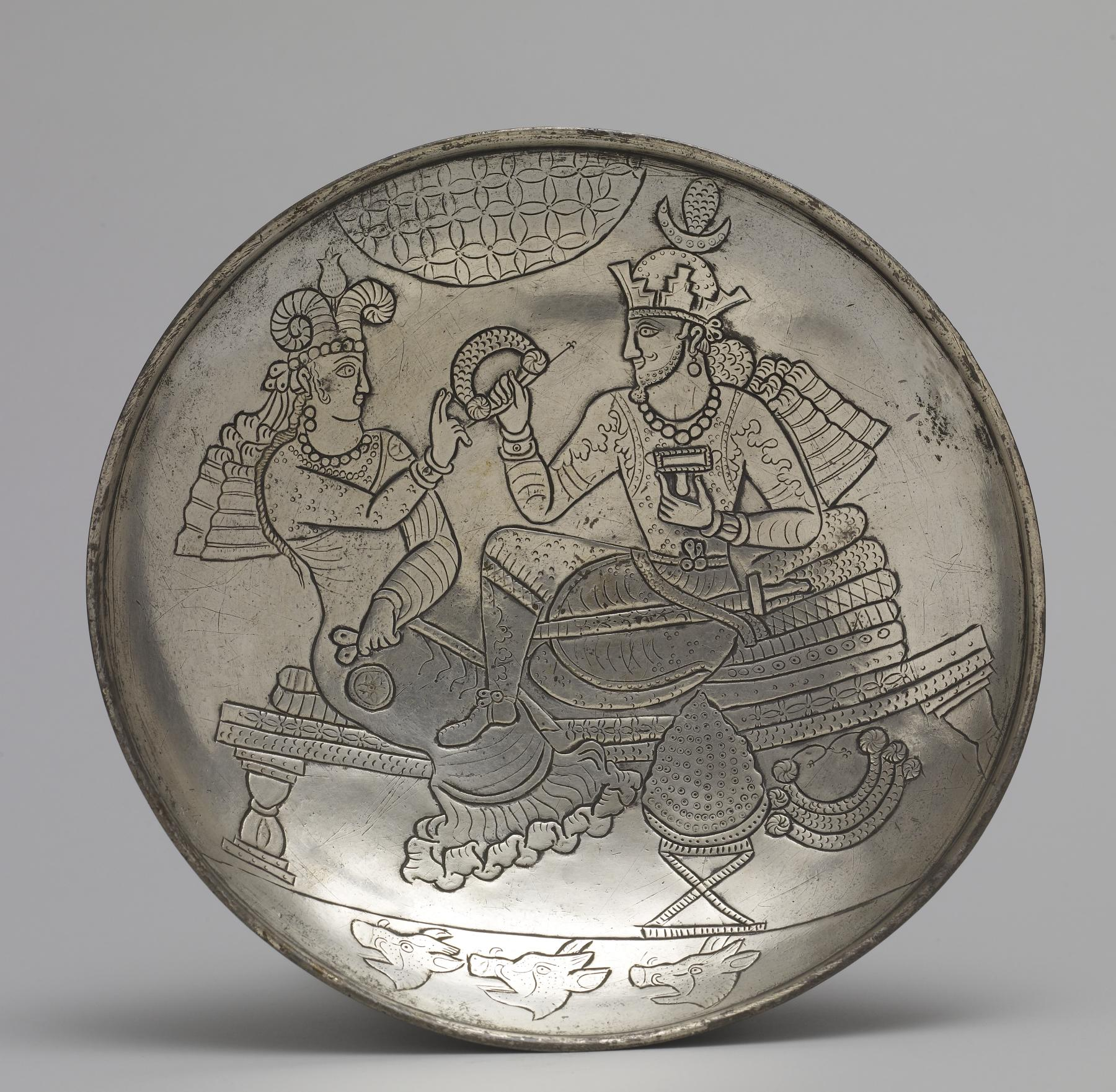
Сасанидская тарелка VI—VII веков с изображением царицы и царя, восседающих на троне, возможно, на свадьбе.

Банбишн (пехл. Bānbišn, перс. بانبشن‎) — титул, использовавшийся в Сасанидском Иране для обозначения женщины из царской семьи. Переводится как «царица». Титул носили супруги шахов, а также дочери и сёстры правящего монарха. Кроме того, он мог применяться к жёнам сасанидских князей, управлявших отдельными регионами государства в качестве наместников. Полная форма титула была bānbišnān bānbišn («царица цариц»).

## Этимология
Хотя древнеперсидская форма bānbišn не встречается ни в одном источнике, она, скорее всего, была написана как māna-pašnī, что соответствует авестийскому dəmąnō.paθnī — «хозяйка [дома]», которое в свою очередь восходит к древнеиранскому dmāna-paθnī. Позднее это слово вошло в армянский язык как bambišn. Согдийская версия слова — bāmbušt.

## История
В сасанидских надписях банбишн — женский эквивалент шаха (царя). Титул впервые засвидетельствован в 262/263 году в надписи Шапура I в Кааба-йи Зартушт, принадлежащей некоему Денаку. Дочь Шапура I Адур-Анахид носила титул банбишнан банбишн («царица цариц»), который соответствовал титулу шаханшах («царь царей»). Другие формы, титула банбишн, были šahr banbišn («царица империи»), принадлежащая жене Шапура I Хварранзему, sagān banbišn («царица саков»), принадлежащая Шапурдухтаку, жене Нарсе и mešan banbišn («царица Мешана»), принадлежащая другому Денаку, жене Шапура Мешаншаха.
Жена Йездигерда II Денаг, временно управляла империей из её столицы Ктесифона во время династической борьбы за трон между её сыновьями Ормиздом III и Перозом I, который показывает, что королевские женщины могли занимать политические посты в управлении страной. Брак не ограничивался только иранскими женщинами — Бахрам V Гур, как сообщается, женился на индийской принцессе по имени Сапинуд, в то время как Хосров II Парвиз женился на двух христианках неиранского происхождения, Ширин и Марии. Во время Сасанидской гражданской войны 628–632 годов две сасанидские царицы, Борандохт и Азармедохт, обе дочери Хосрова II, правили империей в течение короткого периода.